# آخرنا أونلاين
ذا لاست أوف أس أونلاين ملغية، من تطوير نوتي دوغ. وهي لعبة متعددة اللاعبين تدور أحداثها في عالم ذا لاست أوف أس (سلسلة)، وهي عبارة عن متابعة لوضع تعدد اللاعبين المتواجد في ذا لاست أوف أس (2013).

## تطوير
كان وضع تعدد اللاعبين قيد التطوير في الأصل لـ ذا لاست أوف أس الجزء الثاني (2020)، كما كان الحال في ذا لاست أوف أس (2013)؛ أكد أنتوني نيومان وكيرت مارغيناو، مديرا اللعبة المشتركين في الجزء الثاني، وجود وضع تعدد اللاعبين في E3 في يونيو 2018. في سبتمبر 2019، أشار المخرج الإبداعي للجزء الثاني نيل دروكمان ومصممة الألعاب المشاركة إيميليا شاتز إلى أن اللعبة ستركز فقط على نمط اللعب الفردي؛ أصدرت نوتي دوغ بيانًا يؤكد حذف نمط تعدد اللاعبين، مضيفًا أنه استمر في التطوير بشكل منفصل ولكن "متى وأين سيتم تحقيق ذلك لم يتم تحديده بعد". زادت نوتي دوغ من فرص العمل ذات الصلة باللاعبين المتعددين بعد إصدار الجزء الثاني في عام 2020؛ قال مخرج اللعبة المشترك فينيت أغاروال إن الشركة "توظف بقوة" للعبة، وهو أول مشروع مستقل متعدد اللاعبين لها. في سمر غيم فيست في يونيو 2022، أكد درُكمان أن اللعبة ستتلقى إصدارًا مستقلًا، وكشف عن أول مفهوم فني. قال إن اللعبة "كبيرة" مثل ألعاب نوتي دوغ الفردية، وأشار إلى أنها ستضم شخصيات جديدة وموقعًا جديدًا في الولايات المتحدة، يُشتبه في أنها سان فرانسيسكو استنادًا إلى مفهوم الفن. يقود تطوير اللعبة مديرا اللعبة المشتركان أغاروال وأنثوني نيومان وقائد السرد جوزيف بيتيناتي.
ادعى جيف غرَبْ من جاينت بومب في يونيو 2022 أن اللعبة قد تأخرت لأن نوتي دوغ كانت طموحة بشأنها وأرادت قضاء بعض الوقت في بناء التكنولوجيا. قال إنها ستكون لعبة خدمة مباشرة، مما يسمح للمطورين بإنشاء محتوى جديد وإصداره دون تحديثات كبيرة. اقترحت قوائم الوظائف في أكتوبر أن اللعبة ستكون مجانية. أصدر درُكمان قطعة ثانية من المفهوم الفني في يناير 2023 وقال إنه سيتم الكشف عن مزيد من المعلومات في وقت لاحق من العام.